# SVG Göttingen 07
Die Spielvereinigung Göttingen 07 e. V. ist ein Sportverein in Göttingen. Die erste Fußballmannschaft der Herren spielt aktuell in der sechstklassigen Landesliga Niedersachsen, ebenso wie das erste Team der Frauen.

## Geschichte
Die Spielvereinigung wurde 1907 unter dem Namen FC Gottingia Göttingen erstmals erwähnt. Im Jahre 1919 fusionierte der Club mit dem Verein Sport 08 Göttingen zur heutigen SVG Göttingen 07.

### Herren
Bis 1945 spielte man jeweils in der ersten und zweiten deutschen Spielklasse. 1957 stieg man nach einem 1:0-Sieg gegen die Sportfreunde Ricklingen erneut in die damalige Zweite Liga auf. Es folgte in den Jahren danach ein Absturz bis in die sechste Liga. Der Verein erholte sich zwar, schaffte es aber bisher nie wieder höher als in die Oberliga Nord. In den 1990er Jahren häuften die damaligen Funktionäre einen hohen Schuldenstand an. Man versuchte mit dem Ortsrivalen Göttingen 05 zu fusionieren, was allerdings an den Mitgliedern von Göttingen 05 scheiterte. Es kam zum Absturz bis in die siebte Liga.
2005 war mit dem Trainer Holger Koch und einem neuen Vorstand wieder ein Aufwärtstrend zu erkennen. Als Tabellenzweiter der Bezirksliga Süd hatte die SVG die Chance, durch einen Sieg über den Zweiten der Bezirksliga Nord in die Landesliga zurückzukehren. Im Entscheidungsspiel gegen den TSV Hillerse konnte die Mannschaft die bis dahin gezeigten Leistungen nicht bestätigen. Der TSV Hillerse gewann nach Verlängerung mit 3:2 Toren. Beim nächsten Anlauf hatte die SVG am Schluss der Serie 2005/06 mehr Glück. Sie konnte als Zweiter aufsteigen, weil der TSV Holtensen als Staffelsieger nicht die für Vereine der Bezirksoberliga vorgeschriebenen Jugendmannschaften gemeldet hatte. Zwei Jahre später gelang dann als Landesligameister der Aufstieg in die Oberliga Niedersachsen, die bei der Neuordnung der Oberliga aber nicht gehalten werden konnte. Nach fünf weiteren Jahren und guten Platzierungen in der Landesliga gelang in der Saison 2014/15 mit der Meisterschaft der erneute Aufstieg in die Oberliga, in der die SVG bis zum Abstieg 2018 spielte. Unter dem seit 2018 tätigen Trainer Dennis Erkner gelang in der Saison 2019/20 der Wiederaufstieg in die Oberliga Niedersachsen, nachdem die Mannschaft die Landesliga aufgrund der Quotenregelung mit 0,1 Punkten vor dem SSV Kästorf gewann.

### Frauen
In der Saison 2004/05 startete das erste Frauenteam der SVG im Punktspielbetrieb, das über die Kreismeisterschaft (2008), die Bezirksmeisterschaft (2012) und die Siege in der Relegation zur Oberliga (2015) bis in der Oberliga Niedersachsen-Ost spielte. Aus dieser stieg die Mannschaft im Jahre 2019 ab und schaffte sechs Jahre später den Wiederaufstieg.
Aus der langjährigen Nachwuchsförderung der SVG stammt u. a. auch die deutsche Nationalspielerin Pauline Bremer, die von 2005 bis 2012 bei der SVG Göttingen das Fußballspielen lernte und inzwischen nach Stationen beim 1. FFC Turbine Potsdam, Olympique Lyon, Manchester City, VfL Wolfsburg nun bei Brighton & Hove Albion in der FA Women’s National League spielt.

### Nachwuchs
Seit vielen Jahren wird in der SVG Göttingen eine sehr breit angelegte Jugendarbeit betrieben, wobei in allen Altersklassen (G-bis A-Junioren) Kinder und Jugendliche am Spielbetrieb teilnehmen. Zu den bekanntesten Spielern die bei der SVG das Fußballspielen lernten gehören Sebastian Schachten (zuletzt beim FSV Frankfurt), Leon Binder (KFC Uerdingen 05) und Leandro Putaro (Alemannia Aachen). Seit der Saison 2020/21 war der frühere SVGer (2006–2015) Ansgar Knauff bei Borussia Dortmund im Kader des Bundesligateams und wechselte zum 1. Januar 2022 (nach einem Jahr Leihe) fest zu Eintracht Frankfurt. Seit 2003 gibt es bei der SVG Göttingen auch Mädchen- und Frauenfußball: aktuell spielen neben drei Frauenteams Mädchenteams in allen Altersklassen (F bis B-Juniorinnen).
Seit der Saison 2022/23 ist die SVG Göttingen Stammverein des gemeinsam mit dem RSV Göttingen und dem SC Hainberg gegründeten JFV 37, in dem den Jugendlichen der 3 Vereine in Göttingen eine Perspektive für höherklassigen Fußball in Göttingen eröffnet werden soll. Inzwischen ist der SCW Göttingen als vierter Stammverein des JFV 37 Göttingen dazugekommen.

### Futsal
Die SVG Göttingen 07 war Ausrichter des ersten DFB-Futsal-Cups vom 8. – 9. April 2006. Im Endspiel standen sich die SVG Göttingen 07 mit einer Regionalauswahl und der UFC Münster gegenüber. Am Ende der regulären Spielzeit stand es 0:0, das folgende Sechsmeterschießen konnte der erste Deutsche Futsalmeister UFC Münster mit 3:1 für sich entscheiden.

### Darts
Seit 2019 gibt es bei der SVG auch eine Abteilung Darts, die inzwischen mit der 1. Mannschaft überregional in der Bezirksklasse spielt.

## Persönlichkeiten
| Jugend - Pauline Bremer - Sebastian Ghasemi-Nobakht - Ansgar Knauff - Leandro Putaro - Anna Lena Riedel - Sebastian Schachten | Herren - Kai Dittmann - Michael Richter - Karsten Winkel - Josef Zinnbauer | Trainer - Carsten Lakies - Knut Nolte - Dieter Schatzschneider |

## Stadion und eigenes Vereinsgelände
Spielstätte ist das SVG-Stadion im Krügerpark am Sandweg. Das Gelände wurde vom Verein 1926 von der Stadt Göttingen gepachtet. Von den Mitgliedern wurde zunächst nur der Platz und das Sportheim gebaut. Im Jahre 1992 kam eine Tribüne hinzu, die ebenfalls von den Mitgliedern gebaut wurde. Sie überdacht 299 Sitzplätze. Insgesamt fasst das Stadion etwa 3.000 Besucher. Seit 2015 verfügt die SVG Göttingen auch über einen Kunstrasenplatz, den die GOESF der Stadt Göttingen auf dem ehemaligen Hartplatz neu angelegt hat.

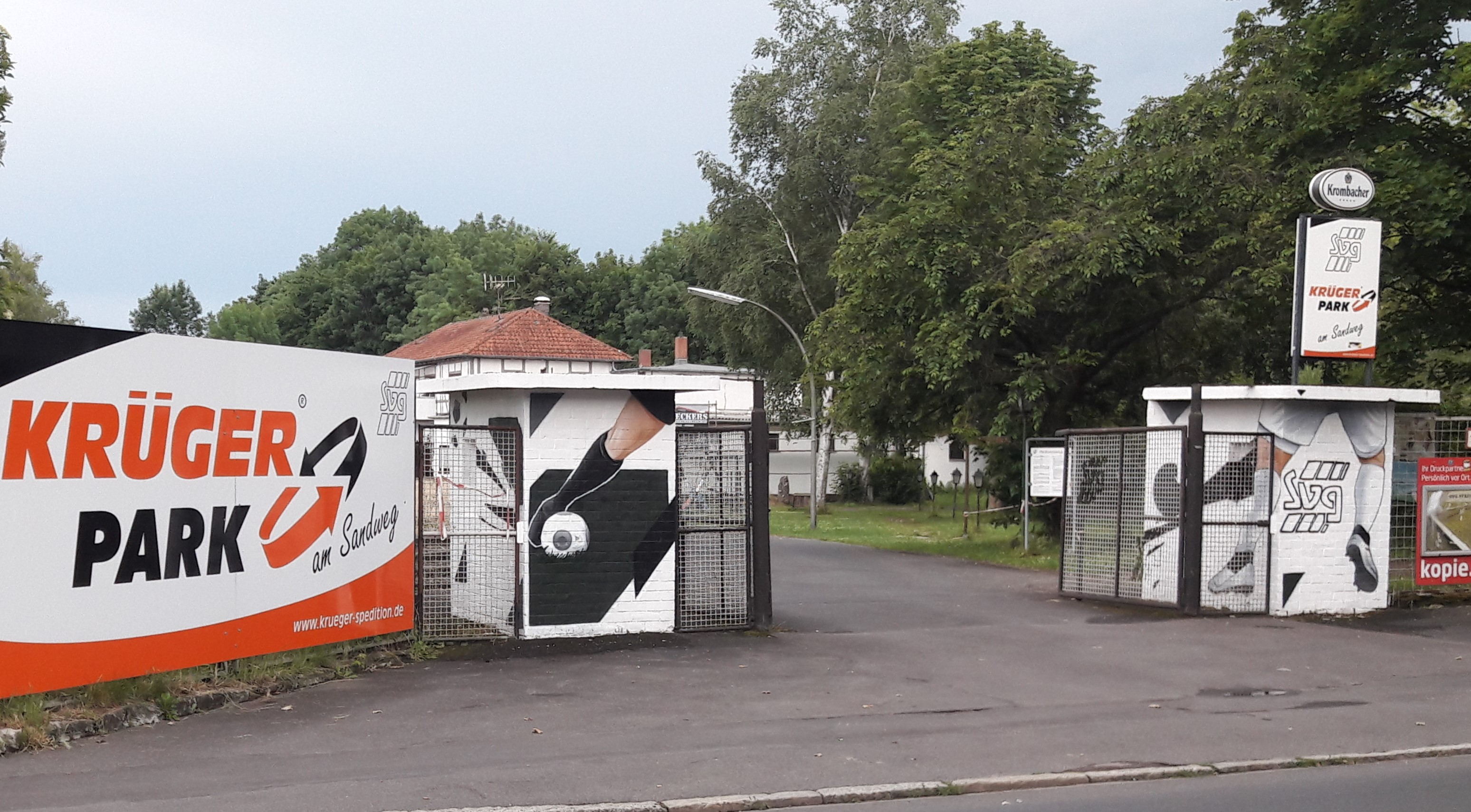
SVG-Stadion im Krügerpark
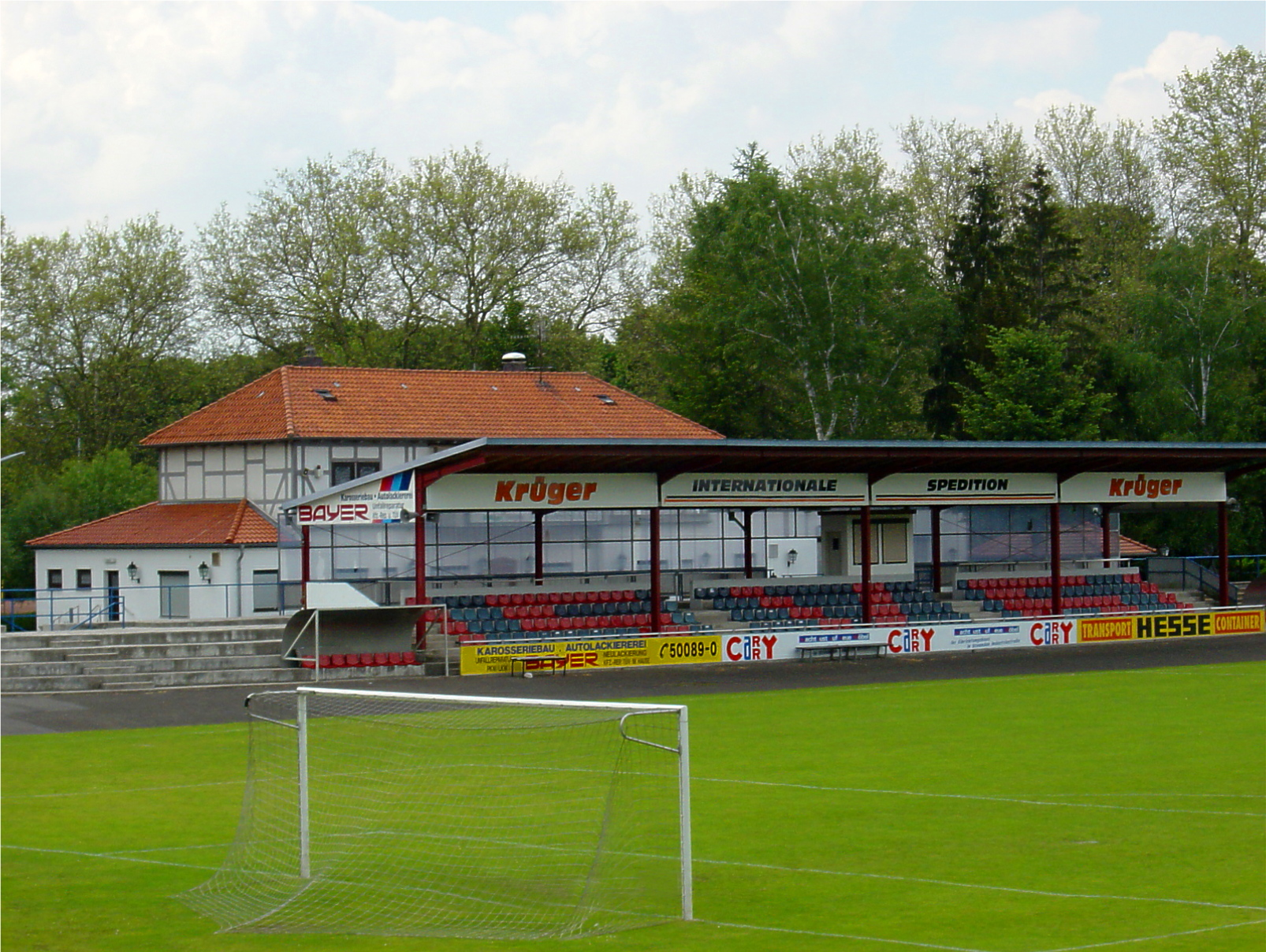
SVG-Clubhaus und Tribüne
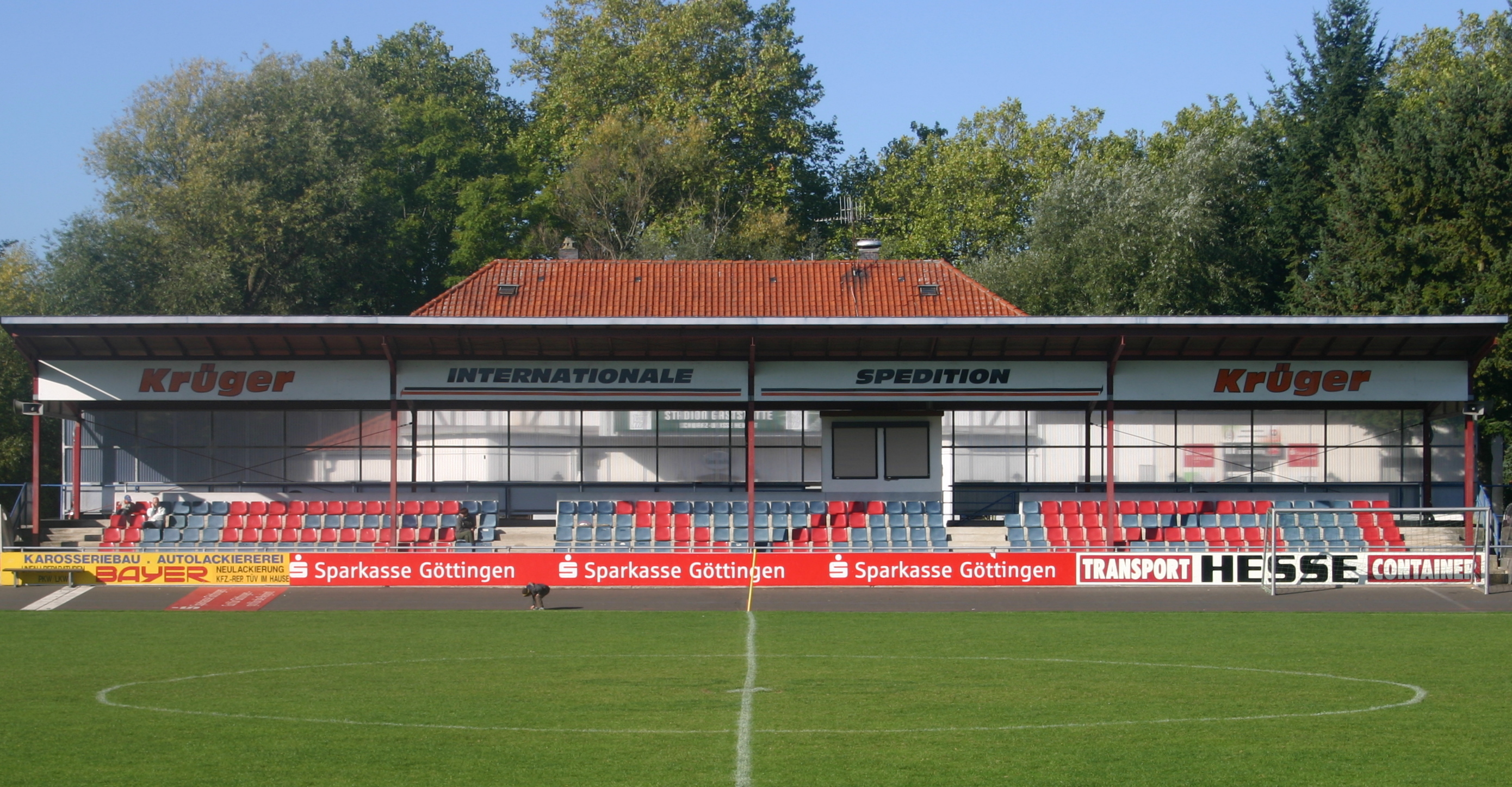
Tribüne des SVG-Stadions im Krügerpark
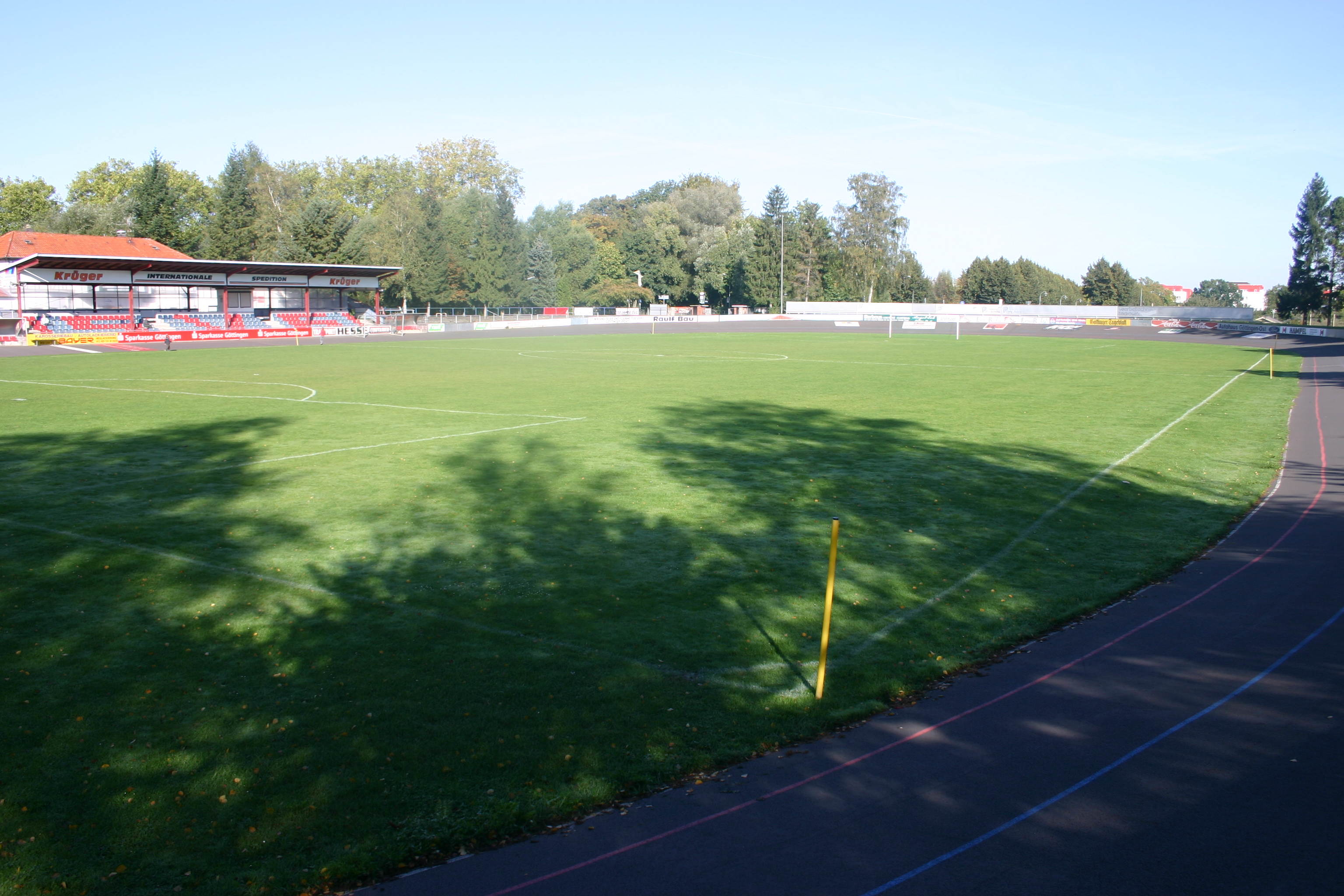
SVG-Stadion
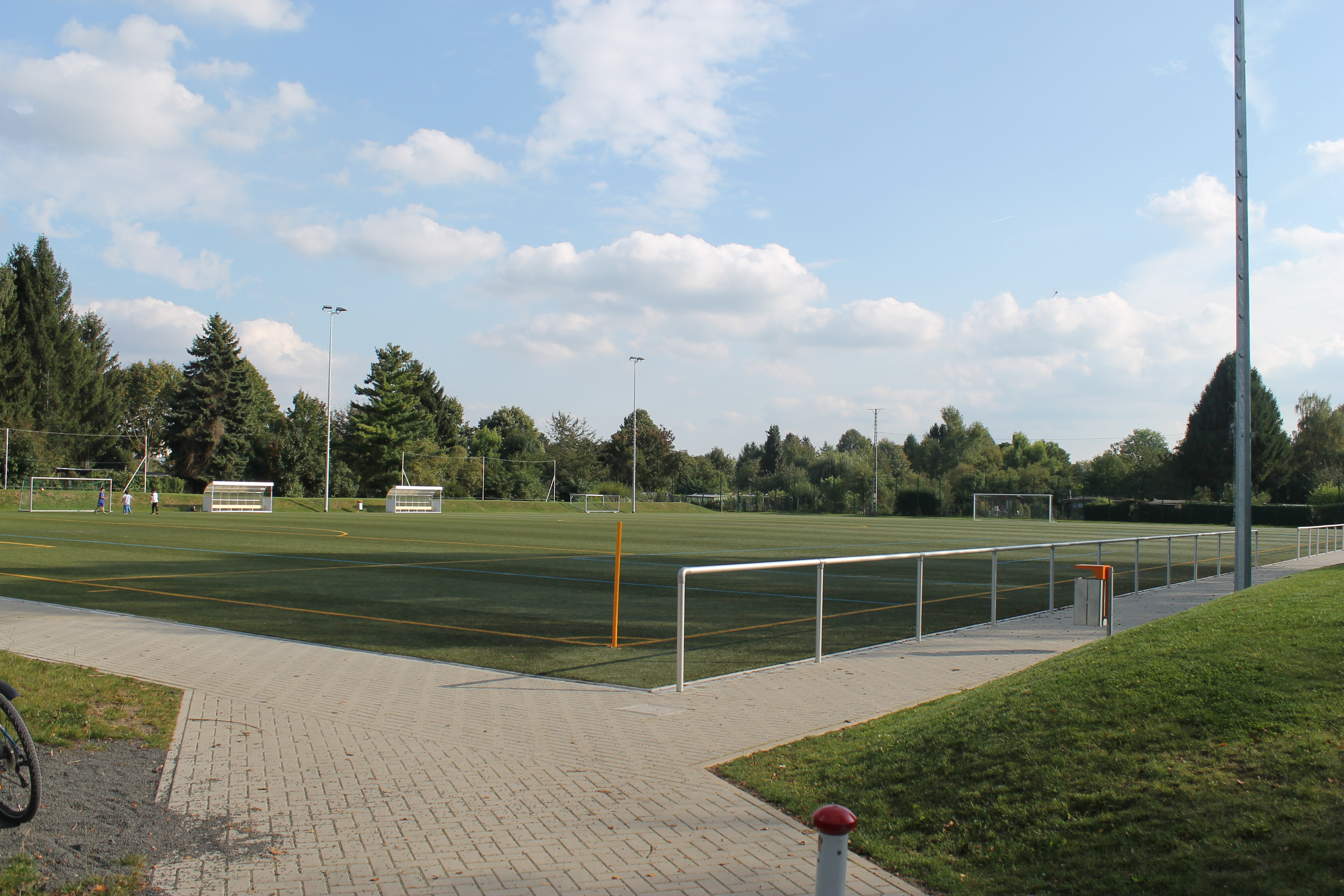
Kunstrasenplatz – SVG-Stadion im Krügerpark

## Andere Sportarten

### Darts
Seit 2019 gibt es bei der SVG auch eine Abteilung Darts.

### Ringen
Bis zum Jahr 2008 hat es die Sparte Ringen gegeben.

### Radsport
Um den Platz am Sandweg verläuft eine Radrennbahn. Dort trug man in den 1950er Jahren Rennen aus. Zwischenzeitlich lag die Radrennbahn brach und es können keine Rennen mehr ausgetragen werden. 2010 wurde die Radrennbahn saniert.